# بيدرو ريوس
بيدرو ريوس (بالإسبانية: Pedro Ríos)‏ (مواليد 12 ديسمبر 1981 في شريش - إسبانيا) لاعب كرة قدم إسباني يلعب حاليا لصالح نادي الدرجة الأولى خيتافي الإسباني منذ 2009 في مركز الجناح الأيمن كما يجيد اللعب في مركز الوسط المهاجم .

## روابط خارجية
- بيدرو ريوس على موقع قاعدة بيانات كرة القدم.إي يو (الإنجليزية)
- بيدرو ريوس على موقع Soccerbase.com (لاعب) (الإنجليزية)
- بيدرو ريوس على موقع Soccerway.com (الإنجليزية)
- بيدرو ريوس على موقع كووورة
- بيدرو ريوس على موقع AS.com (الإسبانية)